# Ptiolina leleji
Ptiolina leleji är en tvåvingeart som beskrevs av Vladimir N. Makarkin och Vasily S. Sidorenko 2001. Ptiolina leleji ingår i släktet Ptiolina och familjen snäppflugor. Inga underarter finns listade i Catalogue of Life.